# FC Kubán Krasnodar (1928)
El FC Kuban Krasnodar (en ruso: Футбольный клуб "Кубань" Краснодар) fue un club de fútbol ruso ubicado en la ciudad de Krasnodar. Jugó en la Liga Nacional de Fútbol de Rusia. Se disolvió en 2018.

## Jugadores

### Plantilla 2016/2017
- = Lesionado de larga duración

### Altas y bajas 2017 (verano)
| Altas   | Altas    | Altas       | Altas | Altas |
| Jugador | Posición | Procedencia | Tipo  | Costo |
| ------- | -------- | ----------- | ----- | ----- |

| Bajas          | Bajas          | Bajas             | Bajas   | Bajas |
| Jugador        | Posición       | Destino           | Tipo    | Costo |
| -------------- | -------------- | ----------------- | ------- | ----- |
| Artem Shchadin | Centrocampista | Shinnik Yaroslavl | Cesión. | --    |

## Estadísticas

### Rusia
| Temporada | Div.        | Pos. | Jug. | G   | E   | P   | GF  | GC  | Pt  | Copa | Europa | Europa | Máx. goleador (Liga)                    | Entrenador                  |
| --------- | ----------- | ---- | ---- | --- | --- | --- | --- | --- | --- | ---- | ------ | ------ | --------------------------------------- | --------------------------- |
| 1992      | 1ª          | 18   | 30   | 4   | 9   | 17  | 24  | 53  | 17  | -    | —      | —      | Lemish – 5                              | Marushkin I.V.Kaleshin      |
| 1993      | 2ª, "Oeste" | 15   | 42   | 15  | 8   | 19  | 62  | 84  | 38  | R64  | —      | —      | Gomleshko – 19                          | Nazarenko                   |
| 1994      | 3ª, "Oeste" | 6    | 40   | 23  | 6   | 11  | 83  | 44  | 52  | R256 | —      | —      | Gerasimenko – 16                        | Nazarenko                   |
| 1995      | 3ª, "Oeste" | 2    | 42   | 27  | 6   | 9   | 107 | 61  | 87  | R128 | —      | —      | Gerasimenko – 30                        | F.Novikov Brazhnikov        |
| 1996      | 2ª          | 10   | 42   | 15  | 14  | 13  | 65  | 60  | 59  | R32  | —      | —      | Shushlyakov – 15                        | Brazhnikov                  |
| 1997      | 2ª          | 16   | 42   | 16  | 9   | 17  | 63  | 66  | 57  | R512 | —      | —      | Shushlyakov – 15                        | Brazhnikov                  |
| 1998      | 2ª          | 20   | 42   | 10  | 13  | 19  | 42  | 68  | 43  | R16  | —      | —      | Suanov – 6                              | Sinau                       |
| 1999      | 3ª, "Sur"   | 1    | 36   | 29  | 4   | 3   | 80  | 13  | 91  | R128 | —      | —      | Gabiskeria – 18                         | Yeshugov                    |
| 2000      | 3ª, "Sur"   | 1    | 38   | 32  | 3   | 3   | 95  | 13  | 99  | R128 | —      | —      | Tsatskin – 14                           | Yeshugov Tsherbachenko      |
| 2001      | 2ª          | 3    | 34   | 16  | 12  | 6   | 56  | 29  | 60  | R16  | —      | —      | Teryokhin – 15                          | Dolmatov                    |
| 2002      | 2ª          | 4    | 34   | 15  | 9   | 10  | 44  | 30  | 54  | R16  | —      | —      | Ermak – 5 Kiselyov – 5                  | Dolmatov V.Komarov          |
| 2003      | 2ª          | 2    | 42   | 27  | 5   | 10  | 75  | 38  | 86  | R32  | —      | —      | Biang – 13                              | Lagoida Yuzhanin            |
| 2004      | 1ª          | 15   | 30   | 6   | 10  | 14  | 26  | 42  | 28  | R16  | —      | —      | Kantonistov – 8                         | Yuzhanin Yeshugov Nazarenko |
| 2005      | 2ª          | 5    | 42   | 23  | 12  | 7   | 55  | 25  | 81  | R16  | —      | —      | Kantonistov – 11                        | Chovanec                    |
| 2006      | 2ª          | 2    | 42   | 30  | 7   | 5   | 92  | 25  | 97  | R32  | —      | —      | Zebelyan – 23                           | Yakovenko                   |
| 2007      | 1ª          | 15   | 30   | 7   | 11  | 12  | 27  | 38  | 32  | R32  | —      | —      | O.Ivanov – 4 Kuzmichyov – 4 Laizāns – 4 | Yeshugov                    |
| 2008      | 2ª          | 2    | 42   | 27  | 6   | 9   | 84  | 36  | 87  | R16  | —      | —      | Zubko – 18                              | Protasov                    |
| 2009      | 1ª          | 15   | 30   | 6   | 10  | 14  | 23  | 51  | 28  | R32  | —      | —      | D.Traoré – 8                            | S.I.Ovchinnikov Galstyan    |
| 2010      | 2ª          | TBD  | TBD  | TBD | TBD | TBD | TBD | TBD | TBD | R32  | —      | —      | TBD                                     | Petrescu                    |

## Participación en competiciones europeas
| Temporada | Competición   | Ronda            | Club            | Cómputo global | Ida     | Vuelta  |
| --------- | ------------- | ---------------- | --------------- | -------------- | ------- | ------- |
| 2013/14   | Europa League | Clasificatoria 3 | Motherwell FC   | 3-0            | 2-0 (F) | 1-0 (C) |
| 2013/14   | Europa League | Play-off         | Feyenoord       | 3-1            | 1-0 (C) | 2-1 (F) |
| 2013/14   | Europa League | Grupo A          | Valencia CF     | 1-3            | 0-2 (C) | 1-1 (F) |
| 2013/14   | Europa League | Grupo A          | Swansea City    | 2-2            | 1-1 (F) | 1-1 (C) |
| 2013/14   | Europa League | Grupo A          | FC Sankt Gallen | 4-2            | 0-2 (F) | 4-0 (C) |